# ثريا الجريبي
ثريا الجريبي سياسية تونسية، ووزيرة لدى رئيس الحكومة التونسية هشام المشيشي مكلفة بالعلاقات مع الهيئات الدستورية. شغلت منصب وزيرة العدل في حكومة إلياس الفخفاخ، وبذلك تكون أول امرأة تترأس وزارة سيادية في تونس.
ولدت الجريبي في 21 أغسطس 1960، وهي متزوجة ولديها ولدان، وتنتمي لعائلة سياسية؛ فهي ابنة عم المناضلة السياسية مية الجريبي وشقيقة وزير العدل التونسي السابق غازي الجريبي.
حصلت الجريبي على الإجازة ثم حصلت على شهادة التأهيل لممارسة المحاماة من كلية الحقوق في تونس، وحصلت على شهادة المرحلة الثالثة في الحقوق قبل أن تلتحق بالسلك القضائي.
شغلت الجريبي عدّة مناصب، إذ تولت منصب قاضٍ في المحكمة الابتدائية في محافظات، المنستير وتونس العاصمة وسوسة، وتولت منصب رئيس دائرة في محكمة الاستئناف بسوسة وتونس، وقاضيًا بمحكمة التعقيب بالعاصمة قبل أن تترأس المحكمة الابتدائية فيها.